# كاميرون ريتشاردسن
كاميرون ريتشاردسن (بالإنجليزية: Cameron Richardson)‏ ممثلة أمريكية من مواليد 11 سبتمبر 1979.

## مواقع خارجية
- كاميرون ريتشاردسن على موقع IMDb (الإنجليزية)
- كاميرون ريتشاردسن على موقع روتن توميتوز (الإنجليزية)
- كاميرون ريتشاردسن على موقع ألو سيني (الفرنسية)
- كاميرون ريتشاردسن على موقع أول موفي (الإنجليزية)
- كاميرون ريتشاردسن على موقع قاعدة بيانات الأفلام السويدية (السويدية)
- كاميرون ريتشاردسن على موقع إن إن دي بي (الإنجليزية)
- كاميرون ريتشاردسن على موقع قاعدة بيانات الفيلم (الإنجليزية)
- كاميرون ريتشاردسن على موقع كينوبويسك (الروسية)
- كاميرون ريتشاردسن على موقع دليل عارضات الأزياء (الإنجليزية)